# Gilberto Calvillo Vives
Gilberto Calvillo Vives (Ciudad de México, 3 de noviembre de 1945) es un físico y matemático mexicano.

## Estudios
Realizó estudios de licenciatura en Física y Matemáticas en el Instituto Politécnico Nacional, y obtuvo la Maestría en Ciencias Aplicadas con especialidad en Investigación de Operaciones en la Universidad de Waterloo, en Ontario, Canadá. En esa misma Institución obtuvo el Doctorado en Investigación de Operaciones.

## Carrera profesional
A lo largo de más de 30 años de experiencia profesional trabajó en la logística del sistema de difusión de la Olimpiada de 1968; en Petróleos Mexicanos (PEMEX), en diversos temas de investigación de operaciones y en el Banco de México en temas de estadística, investigación de operaciones, matemáticas aplicadas, finanzas, economía y sistemas.
Dentro del Banco de México, Calvillo desempeñó diversos cargos entre los que destacan: Subdirector del Fideicomiso para la Cobertura de Riesgos Cambiarios (Ficorca), Director del Ficorca, Gerente Técnico de la Dirección de Operaciones, así como Director de Sistemas Operativos de Banca Central, desde donde dirigió por un periodo de cuatro años la Reforma al Sistema de Pagos del país.
En 1998 se crea la Comisión Nacional para la Conversión Informática del 2000; para dirigir este proyecto, el Banco de México lo designa como responsable de las acciones para la transición informática año 2000 y representante del Sector Financiero para dicha tarea, tiempo en el cual fungió como Director de Sistemas de Banco de México. Por su labor realizada en este proyecto, la revista Information Week nombra al doctor Gilberto Calvillo Vives el Hombre de Sistemas del Año 1999.
Ha sido presidente del Instituto Mexicano de Sistemas e Investigación de Operaciones, presidente fundador del Comité EDI-México y presidente del Comité Mexicano de Comercio Electrónico.
Colaboró durante 10 años con la Sociedad Matemática Mexicana en el Comité de Vinculación de las Matemáticas con el Sector Productivo.
En lo que se refiere a su quehacer científico, el doctor Calvillo Vives ha dado cátedra en las áreas de Ciencias Físico Matemáticas durante 20 años en la Escuela Superior de Física y Matemáticas del IPN y, esporádicamente, en la Facultad de Ciencias de la UNAM.
Ha escrito diversos artículos de investigación en matemáticas y el libro titulado: "Métodos de la Programación Lineal". Asimismo, ha dirigido diversas tesis de doctorado, maestría y licenciatura. También ha sido co-organizador del Coloquio de Teoría de las Gráficas, la Combinatoria y sus Aplicaciones durante dieciocho años y en los últimos ocho del Congreso Internacional de Aspectos Combinatorios de la Optimización, Topología y Álgebra.
El 20 de abril de 2001, el entonces secretario de Hacienda Francisco Gil Díaz, dio posesión a Gilberto Calvillo como presidente del Instituto Nacional de Estadística, Geografía e Informática (INEGI), cargo que desempeñó hasta agosto de 2008.
| Predecesor: Antonio Puig Escudero | Presidente del INEGI 2001-2008 | Sucesor: Eduardo Sojo Garza-Aldape |